# Јена
Јена (њем. Jena) град је у њемачкој савезној држави Тирингија. Налази се на реци Зале. После Ерфурта то је други највећи град Тирингије. У Јени се налази славни Универзитет Фридрих Шилер, као и чувена фабрика оптичких инструмената „Карл Цајс“ (Carl Zeiss Jena). У овом граду је и Вук Стефановић Караџић добио свој први почасни докторат.

## Историја
Јена се по први пут помиње 1182. године. Јена је позната по Универзитету Фридрих Шилер, који похађа више од 20.000 студената. Универзитет је основан 1558. Универзитет је постао посебно познат од краја 18. века и постао је центар идеалистичке флозофије, са професорима Хегелом, Фихтеом, Шилером и Шелингом. Јена је (1672–1690) била центар војводства Саксе-Јена, а онда је постала део војводства Саксе-Ајзенах, а од 1741 до 1918. је у саставу је Великога војводства Саксонија-Вајмар. Наполеон је 14. октобра 1806. остварио велику победу у бици код Јене над пруском војском и тиме је елиминисао Пруску из антифранцуских коалиција све до 1813.
Крајем 19. века након градње железничке пруге Јена је постала центар прецизне механике и оптике и светски познате компаније Карл Цајс.

## Географски и демографски подаци
Град се налази на надморској висини од 155 метара. Површина општине износи 114,5 km². У самом граду је, према процјени из 2010. године, живјело 103.392 становника. Просјечна густина становништва износи 903 становника/km². Посједује регионалну шифру (AGS) 16053000.

## Међународна сарадња
| Мјесто     | Држава                         | Врста сарадње | Од    |
| ---------- | ------------------------------ | ------------- | ----- |
|            | Палестинска Народна Самоуправа | контакт       | 1993. |
| Обервилије | Француска                      | партнерство   | 1999. |
| Лугож      | Румунија                       | партнерство   | 1995. |
| Порто      | Португалија                    | контакт       | 1989. |
| Сан Маркос | Никарагва                      | партнерство   | 1995. |
| Извор      |                                |               |       |